# Richard Carpenter (musicien)
Pour les articles homonymes, voir Richard Carpenter et Carpenter.
Richard Lynn Carpenter, né le 15 octobre 1946 à New Haven (Connecticut), est un musicien de musique pop américain, surtout connu comme étant l'un des deux membres du duo formé avec sa sœur Karen Carpenter et nommé the Carpenters. Il fut producteur de disque, arrangeur, pianiste, joueur de clavier, par intermittence chanteur, compositeur et se joignit pour les harmonies vocales à sa sœur Karen.
Après la mort de sa sœur Karen, il a enregistré un album solo, intitulé Time, et a dédicacé la chanson When Time Was All We Had à sa sœur Karen.

## Enfance
Richard Lynn Carpenter est né de Agnes Reuwer Tatum et de Harold Bertram Carpenter au Grace-New Haven Hospital (en) (maintenant nommé « Yale-New Haven Hospital ») à New Haven (Connecticut), dans le même hôpital où naîtra Karen en 1950. Il reçut le prénom du frère cadet de son père, Richard Lynn Carpenter. Lui et son oncle ont tous deux épousé des femmes prénommées Mary.
Richard et Karen aimaient écouter les disques d'enfants que leur père leur rapportait. Richard jouait fréquemment du piano pendant que sa sœur jouait dehors au baseball.  Il fut initié à la chanson à travers Perry Como et Ella Fitzgerald, parmi d'autres; dès l'âge de 12 ans, il savait qu'il voulait travailler dans la musique.
La famille Carpenter quitta New Haven pour Downey en Californie, en juin 1963. Ils voulaient que Richard y menât une carrière musicale, et la famille était fatiguée des hivers froids de la Nouvelle-Angleterre. Richard avait alors 16 ans, il étudia la musique à l'université d'État de Californie à Long Beach, en Californie. Là, il rencontra Frank Pooler (en), un chef d'orchestre et compositeur qui écrivit les chants du classique de Noël Merry Christmas Darling (en) en 1968. Il y rencontra aussi John Bettis, avec qui il écrivit des chansons.

## Le Trio Richard Carpenter et le groupe Spectrum
Carpenter créa le Trio Richard Carpenter en 1965 avec sa sœur Karen et son ami Wes Jacobs. Richard jouait du piano, Karen de la batterie et Wes du tuba et de la basse.
En 1966, le Trio Richard Carpenter joua Iced Tea et The Girl from Ipanema à la coupe "Hollywood Bowl" "Battle of the Bands (en)". Ils gagnèrent la compétition et peu de temps après enregistrèrent trois chansons dans les studios de RCA : Every Little Thing, Strangers in the Night, et la chanson originale des Carpenters, Iced Tea. Iced Tea est le seul enregistrement qui fut publié. Vers 1967, Richard et Karen s'adjoignirent quatre autres étudiants musiciens de l'université d'État de Californie, de Long Beach, pour former un sextet, Spectrum, composé de :
- John Bettis;
- Richard Carpenter;
- Karen Carpenter;
- Leslie Johnston;
- Gary Sims;
- Danny Goodhams.

Bien que le groupe Spectrum jouât fréquemment dans des nightclubs tels que le "Whisky A Go-Go", il ne rencontra pas une réponse très enthousiaste - leurs harmonies larges et leur tendance au rock'n'roll limitaient le potentiel commercial de leur groupe. Néanmoins, le groupe Spectrum fut très utile d'une autre manière, fournissant la matière de base pour leurs succès futurs : Bettis devint un chanteur pour les compositions originales de Richard et tous les autres membres à l'exception de Leslie Johnston devinrent membres des Carpenters.

## Carrière
Richard et Karen signèrent finalement avec A&M Records le 22 avril 1969. « Espérons que vous aurez du succès », leur dit Herb Alpert. Selon Richard, Herb Alpert leur donna carte blanche pour l'enregistrement en studio, mais après que l'album initialement intitulé Offering puis ultérieurement Ticket to Ride ne fit pas de grandes ventes, il y eut des rumeurs selon lesquelles certaines personnes de chez A&M demandèrent à Alpert de se débarrasser des Carpenters, mais il croyait en leur talent, et insista pour leur donner une autre chance.
Herb Alpert suggéra aux Carpenters d'enregistrer une chanson de Burt Bacharach et Hal David appelée (They Long to Be) Close to You. Bien que Richard travaillât aux arrangements, c'est seulement sur l'insistance d'Alpert que ses talents d'arrangeur furent vraiment pris en compte dans la finition de la production. Avec les talents vocaux de Karen, ils permirent à la chanson de monter au sommet du top 100 (Billboard Hot 100), et d'y rester un mois complet. Cette chanson (They Long to Be) Close to You gagna la reconnaissance du public du jour au lendemain mais selon Richard, même quand la chanson devint populaire, les Carpenters eux-mêmes ne le furent pas. Assis à la maison une nuit, Richard vit à la TV une annonce commerciale pour un crochet radiophonique (Crocker National Bank (en). Il reconnut la voix de Paul Williams et de Roger Nichols (en), deux des compositeurs de A&M. C'était la chanson We've Only Just Begun. Richard fit quelques appels pour confirmer leur participation et demanda si c'était la version complète de la chanson, ce que lui affirma Williams. Carpenter réussit à en faire une ritournelle commerciale, qui devint un disque d'Or. Il atteignit la deuxième place du "Top 100" (Billboard Hot 100, et devint une chanson de mariage populaire. La chanson lança avec succès la carrière de Nichols et Williams, qui en vinrent à écrire de nombreux succès pour les Carpenters, et de nombreux autres artistes. Richard composa aussi un grand nombre de succès des Carpenters avec John Bettis pour les paroles, tels que :
- Goodbye to Love (une des premières ballades à présenter un solo de guitare -top #7- qui influença le développement du style dénommé "Power ballad[5])
- Top of the World (#1. Bien que les Carpenters auraient préféré initialement ne pas publier cette chanson sur un single, une version enregistrée par Lynn Anderson atteignit le top#2 du Billboard Country charts ; du fait du succès de la version d'Anderson, les Carpenters décidèrent donc de publier leur version et atteignirent le top 10 du Billboard.
- Yesterday Once More (#2)
- Only Yesterday (#4)

## Addiction au Quaalude et son traitement
Pendant que Karen souffrait d'anorexie mentale qui devait l'emporter en 1983, Richard était devenu dépendant de la methaqualone. Elle lui avait été prescrite par son médecin pour l'aider à dormir mais l'utilisation échappa à son contrôle. Il chercha à se traiter de son addiction à la clinique de Karl Menninger à Topeka, au Kansas. Il fut hospitalisé en 1979 pendant 8 semaines. Un traitement qui s'avéra efficace.

## Post-Carpenters

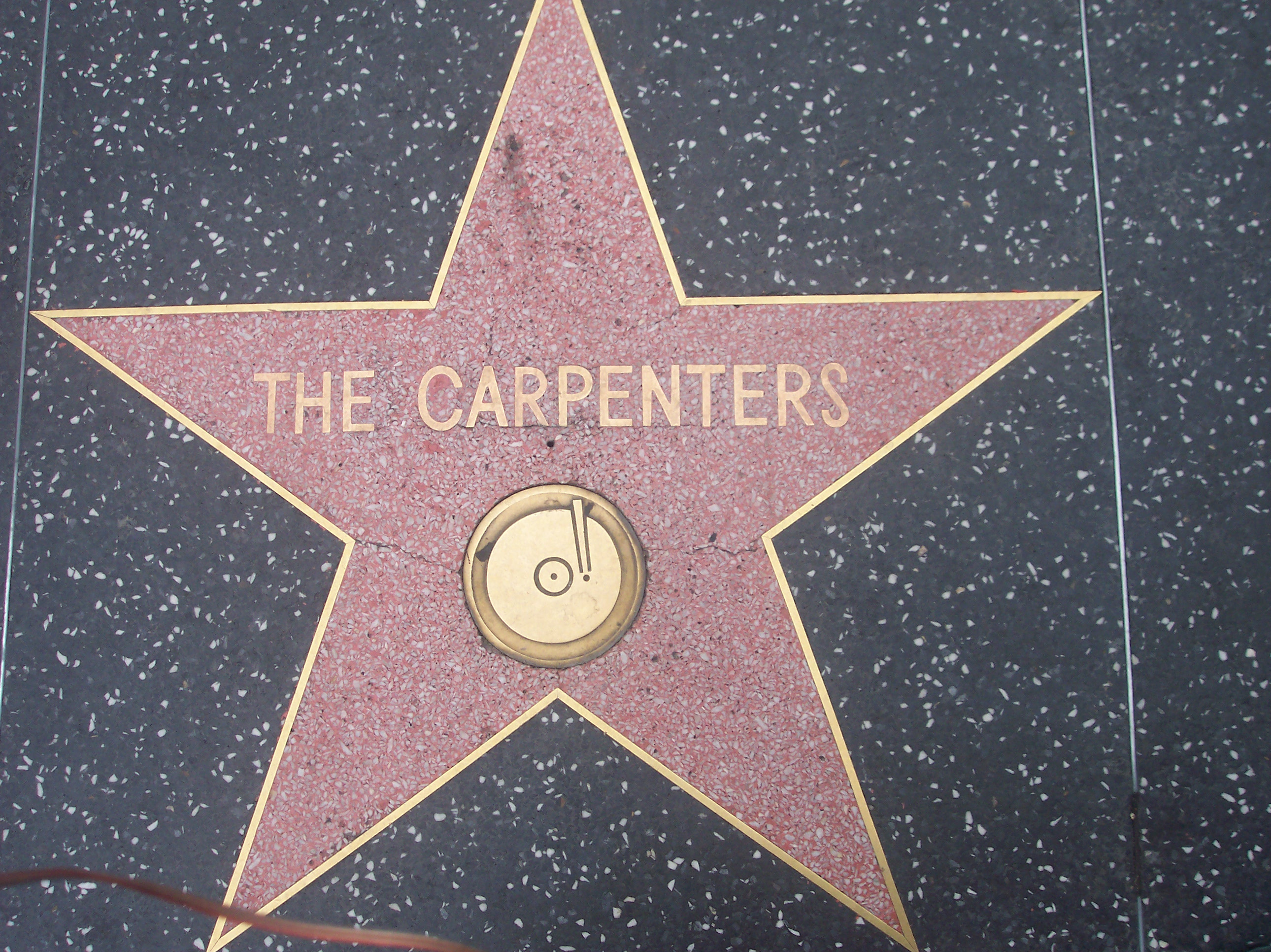
L'étoile des Carpenters sur l'Hollywood Walk of Fame.

Le 12 octobre 1983, huit mois après la mort de Karen, la famille Carpenter inaugurait l'étoile des Carpenters sur Hollywood Boulevard. Richard dit lors de son allocution : "C'est un jour triste, mais en même temps un jour très spécial et très heureux pour ma famille et moi. Mon seul regret est que Karen ne soit pas physiquement ici pour partager cela avec nous mais je sais qu'elle reste bien vivante dans nos esprits et dans notre cœur ."
Il commença à enregistrer un album solo le 26 juin 1985, et le finit le 5 juillet 1987. L'album fut dénommé Time. Il contient la participation de Dusty Springfield et Dionne Warwick. Springfield chantait Something in Your Eyes, et Warwick In Love Alone. Richard créa une chanson dédicacée à Karen appelée When Time Was All We Had. Elle commence a cappella, puis le piano continue en fondu sonore, tandis que Herb Alpert joue du bugle. Les paroles comprennent :
Our hearts were filled with music and laughter,
Your voice will be the sweetest sound I'll ever hear and yet,
We knew somehow the song would never end,
When time was all we had to spend.'
(Nos cœurs étaient remplis de musique et de rires
Ta voix sera le son le plus doux que j'entendrai jamais
Nous savions que la chanson ne finirait jamais
quand le temps était la seule chose que nous avions).
En 1996, sur la suggestion de l'auteur de musique Daniel Levitin, Richard Carpenter enregistra et diffusa le DVD Richard Carpenter: Pianist, Arranger, Composer, Conductor, qui comprend des remix de nombreuses chansons favorites des Carpenters, comprenant des succès mais aussi des fragments d'album et le thème final de Karen's Theme, que Richard Carpenter composa en 1989 pour le film télé, The Karen Carpenter Story.
En 1984, Richard Lynn Carpenter épousa sa cousine directe Mary Rudolph (la fille de la sœur de sa mère, Bernice). Contrairement aux croyances populaires, Rudolph et Carpenter ne sont pas liés biologiquement dans la mesure où Mary Rudolph a été adoptée. Son frère, Mark Rudolph, était un directeur de déplacement des Carpenters, ce que les radios appellent un contestant, et participa à l'album Now & Then. Le couple datait de la fin des années 1970. La jeune Mary fit une apparition dans la vidéo promotionnelle des Carpenters' pour la chanson I Need to Be in Love. Il doit être noté que quand Karen apprit la relation, elle fut complètement mortifiée et partagea ses impressions avec son frère à de nombreuses occasions, ce qui aboutit à la déclaration suivante de Richard à sa sœur : « Nous avons fait tous les tests, il n'y a pas de problèmes pour d'éventuels enfants dans l'avenir. » Et il en fut ainsi ! Richard et Mary eurent cinq enfants : Kristi Lynn, Traci Tatum, Mindi Karen (nommé ainsi en mémoire de sa sœur), Colin Paul et Taylor Mary. Les enfants et Richard font parfois des présentations musicales ensemble à diverses occasions en rapport avec les Carpenters. La famille réside actuellement à Thousand Oaks en Californie. Ils donnent un récital de leurs talents pour la réunion de leur école pour les gens qui fréquentent le Centre de " Thousand Oaks Civic ".
Récemment, Richard aida à la production de documentaires Close to You: Remembering the Carpenters (1997) et Only Yesterday: The Carpenters Story (2007). Il publia les DVD Gold: Greatest Hits (DVD) (en) et Interpretations (Carpenters DVD) (en). Richard Carpenter a aussi mastérisé un nouvel album de Noël.

## Discographie

### Albums studio The Carpenters
- Offering (plus tard rediffusé sous le nom de Ticket to Ride) (1969)
- Close to You (1970)
- Carpenters (1971)
- A Song for You (1972)
- Now & Then (1973)
- Horizon (1975)
- A Kind of Hush (1976)
- Passage (1977)
- Christmas Portrait (1978)
- Made in America (1981)
- Voice of the Heart (1983)
- An Old-Fashioned Christmas (1984)
- Lovelines (1989)
- As Time Goes By (2003)

### Albums
| Année | Titre                                 | Notes |
| ----- | ------------------------------------- | --- |
| 1987  | Time                                  | - Publié le 11 octobre 1987 - Premier album solo de Richard Carpenter - Guests star ayant participé à l'album : Dusty Springfield, Dionne Warwick, et l'acteur Scott Grimes - Album indisponible - Label: A&M Records - Formats: Album LP, cassette audio, CD                                                       |
| 1998  | Pianist, Arranger Composer, Conductor | - Publié le 27 janvier 1998 - Second album solo de Richard Carpenter - Plusieurs versions instrumentales originales des chansons des Carpenters sont sur l'album - L'album est dédié à la mère de Richard décédée, Agnes Carpenter - Label: A&M Records - Formats: Cassette audio (indisponible), CD (indisponible) |

## Singles
| Année | Chanson                                              | Classement   | Classement | Classement | Classement | Classement | Classement | B-side                   | RIAA cert. | U.S. catalogue number | Album                                  |
| Année | Chanson                                              | U.S. Hot 100 | U.S. AC    | UK         | JPN        | CAN        | AUS        | B-side                   | RIAA cert. | U.S. catalogue number | Album                                  |
| ----- | ---------------------------------------------------- | ------------ | ---------- | ---------- | ---------- | ---------- | ---------- | ------------------------ | ---------- | --------------------- | -------------------------------------- |
| 1987  | Something in Your Eyes (featuring Dusty Springfield) | -            | 12         | 84         | -          | -          | -          | Time                     | -          | —                     | Time                                   |
| 1987  | Calling Your Name Again                              | -            | -          | -          | -          | -          | -          | When Time Was All We Had | -          | —                     | Time                                   |
| 1998  | Karen's Theme                                        | -            | -          | -          | -          | -          | -          | —                        | -          | —                     | Pianist, Arranger, Composer, Conductor |
| 1998  | Medley                                               | -            | -          | -          | -          | -          | -          | —                        | -          | —                     | Pianist, Arranger, Composer, Conductor |